# Spiridon
Spiridon est le nom d'une revue internationale de course à pied parue de février 1972 à juin 1989.  Elle est créée par Noël Tamini, traducteur, et Yves Jeannotat, professeur de français. Troisième revue au monde à parler seulement de course à pied, Spiridon a paru six fois par an jusqu'en 1989. On note toutefois qu'elle a pris le nom de Foulées de novembre 1985 à décembre 1986. La revue a totalisé 111 numéros et tire son nom du premier champion olympique du marathon : le Grec Spyros ou Spyridon Loúis. Durant toute cette période Spiridon a aussi fabriqué des articles de sport, dont le fameux maillot orange avec le petit bonhomme aux pieds nus crée par Karel Matejovsky. Des milliers de personnes en Europe mais aussi aux Etats-Unis et au Canada ont arboré ainsi fièrement les couleurs de Spiridon.

## Philosophie du magazine
Spiridon s’applique à démocratiser la course à pied, longtemps réservée à une élite, celle de la jeunesse et des stades. Spiridon a peu à peu contribué, d'une manière déterminante, à libérer la course à pied de multiples contraintes, souvent aberrantes, imposées par le règlement notamment vis-à-vis des femmes. Ce que certains ont appelé « le phénomène Spiridon » tirera une grande part de sa substance d’une foule de barrières abattues. Spiridon, ou la course en liberté... 
À la suite de la création de la course de montagne Sierre-Zinal en 1974 qui connaît un succès inattendu, le magazine souhaite promouvoir la discipline qui ne connaît pas encore de compétition internationale. Prenant contact avec les différents organisateurs des épreuves, Noël Tamini s'associe avec Jean-Claude Pont, créateur de Sierre-Zinal, pour mettre au point le règlement de la Coupe internationale de la montagne, que Jean-Claude abrège en CIME (Coupe Internationale de la MontagnE),.
Selon Martine Segalen (Les Enfants d'Achille et de Nike, 1995) « Spiridon a ouvert une boîte de Pandore ». En favorisant la course libre pratiquée hors du stade, Spiridon a peu à peu attiré à la course à pied des milliers puis des millions d’adeptes, cependant qu'aux États-Unis, en Nouvelle-Zélande (où est né le jogging), et un peu partout ailleurs, des mouvements analogues aboutissaient au même phénomène de société. Mais, sournoisement puis d'une manière éclatante, l’argent s’est immiscé dans cette activité « naturelle ». « Philosophes ou écœurés, dit Martine Segalen, les prosélytes des premiers temps se sont retirés du champ. » 
De fait, les promoteurs de la course libre n'avaient pas pressenti l'ampleur de l'essor et encore moins le gigantisme de la course d'aujourd'hui, proie du business. Et donc devenue « diabolique », selon un dicton roumain, qui fait de l'argent « l'œil du diable ».
Spiridon revit toutefois par le film Free to Run, de Pierre Morath, qui est sorti dans les salles en février 2016.
La collection historique des vêtements revit depuis septembre 2020 grâce à un collectif de passionnés - coureurs, styliste, graphiste, modéliste, journaliste - basé à Annecy et Paris.